# ラリー・シノダ
ローレンス・キヨシ・（ラリー）・シノダ（Lawrence Kiyoshi (Larry) Shinoda、1930年3月25日 - 1997年11月13日）は、シボレー・コルベットやフォード・マスタングといった作品で知られるアメリカ合衆国のカーデザイナーである。

## 履歴

### 生い立ち
ラリー・シノダはロサンゼルスで日本人を両親に生まれた。南カリフォルニアで育ち、小学校時代に美術の才能を培い始めた。1941年12月からアメリカも参戦した第二次世界大戦中は、日系アメリカ人を対象とした人種差別政策である大統領令9066号の下で家族と共にマンザナー強制収容所に強制収容されていた。

### レースデビュー
1945年8月の終戦後に解放されたシノダは、1955年にグレートベンド（Great Bend）で開催された第1回のNHRAチャンピオンシップ・ドラッグ・レーシング・シリーズ（NHRA）に1924年モデルのフォード・ロードスターで出場して優勝した。シノダはロサンゼルスにあるアートセンター・カレッジ・オブ・デザインに入校したが退学処分にされた。

### 自動車デザイナー
1955年にフォード・モーターで働き始めた後、短期間パッカード社で働いた。その後1956年遅くにゼネラルモーターズ（GM）に入社した。GMのチーフデザイナーのビル・ミッチェル（Bill Mitchell）とコルベットの主任技術者ゾーラ・アーカス＝ダントフ（Zora Arkus-Duntov）と共に働き、シノダは自身の作品であるショーカーのメイコ・シャーク（Mako Shark）を踏襲した1963年と1968年モデルのコルベット スティングレーとして世に出るコンセプトカーの仕上げに携わった。
1968年に、ヘンリー・フォードの孫、ヘンリー・フォード2世（Henry Ford II）は、元GMの重役で後にフォード社の社長となるバンキー・ヌードセン（Bunkie Knudsen）を雇い入れ、ヌードセンはフォード車のデザインと販売台数の改善を目指してシノダをフォード社に迎い入れた。シノダのフォード社での最初の仕事は、Boss 302 マスタング（Boss 302 Mustang）として知られるマスタングの高性能モデルであった。シノダはヌードセンへの敬意を表してこの車に「Boss」という名称を付けたといわれている。シノダは1970 - 1973年モデルのマスタングのデザイン作業を率いたが、1969年遅くにヌードセンがフォード社を解雇されるとシノダも同様に退社した。

### 独立
後にシノダは独立しデザイン事務所を開設し、GM、フォード社やアフターマーケット部品会社の仕事を請け負った。シノダは、メーカの社内デザイン・チームに加わり後にXJCとして知られる車のクレイ・モデル（clay models）を製作するアメリカン・モーターズ（AMC）の3人の契約カーデザイナーの1人となった。1987年にクライスラー社がAMCを買収するとこの車はジープ・ZJ（ジープ・グランドチェロキー）となった。
シノダは1996年に腎臓に疾患を抱えるようになったが、現役のデザイナーとして活動を続けた。移植を受ける前の1997年にシノダは心不全が原因でミシガンの自宅で67歳で死去した。シノダの娘のカレン（Karen）は、チューナーでパフォーマンス部品会社のチーム・シノダ（現在のシノダ・パフォーマンス・ヴィークル）を設立した。

## 代表作
- シボレー・コルベット C2（1963年）
- シボレー・コルベット C3（1968年）
- Boss 302 マスタング（1969年）
- フォード・マスタング（1970年）

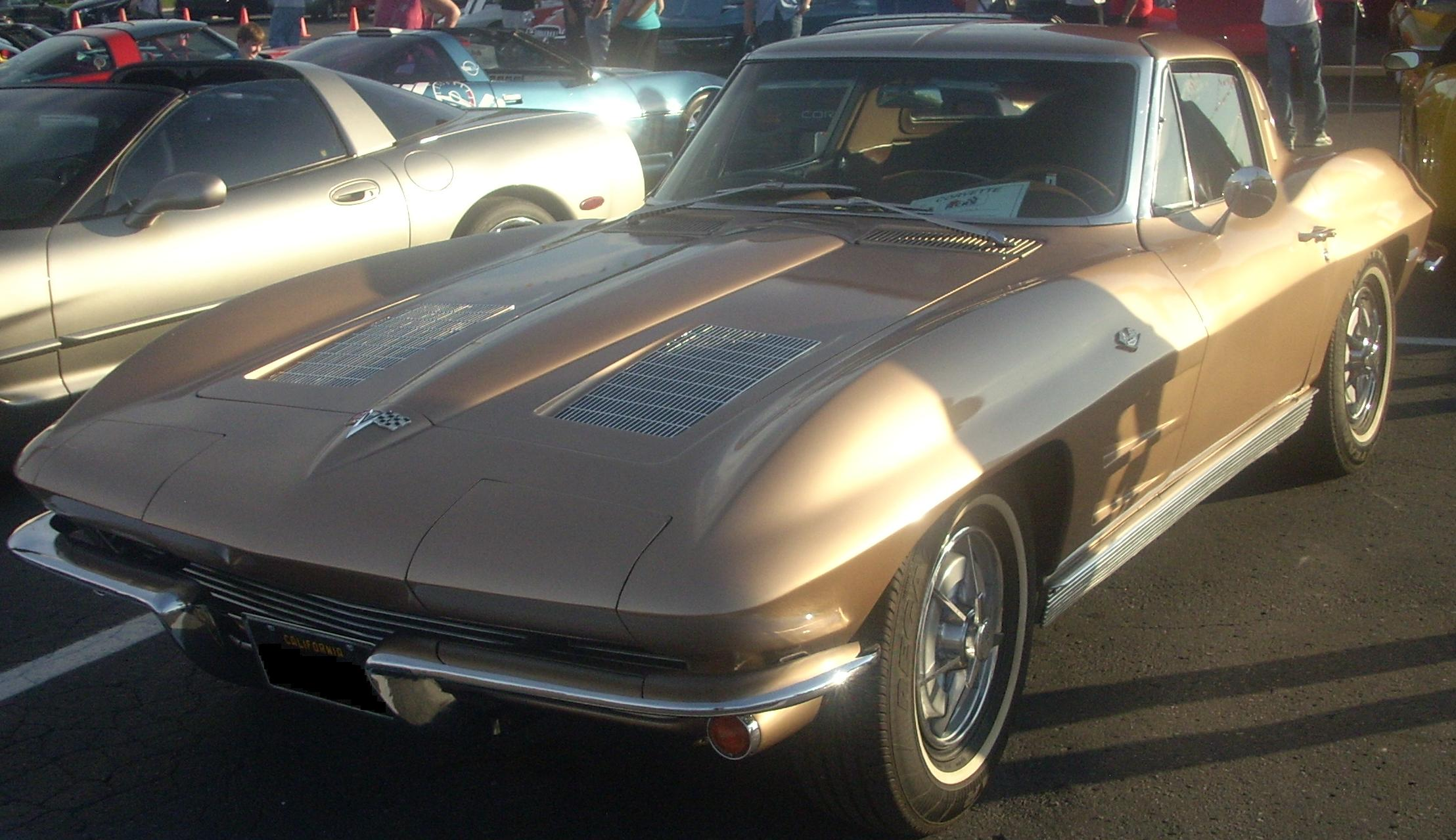
シボレー・コルベット C2（1963年）
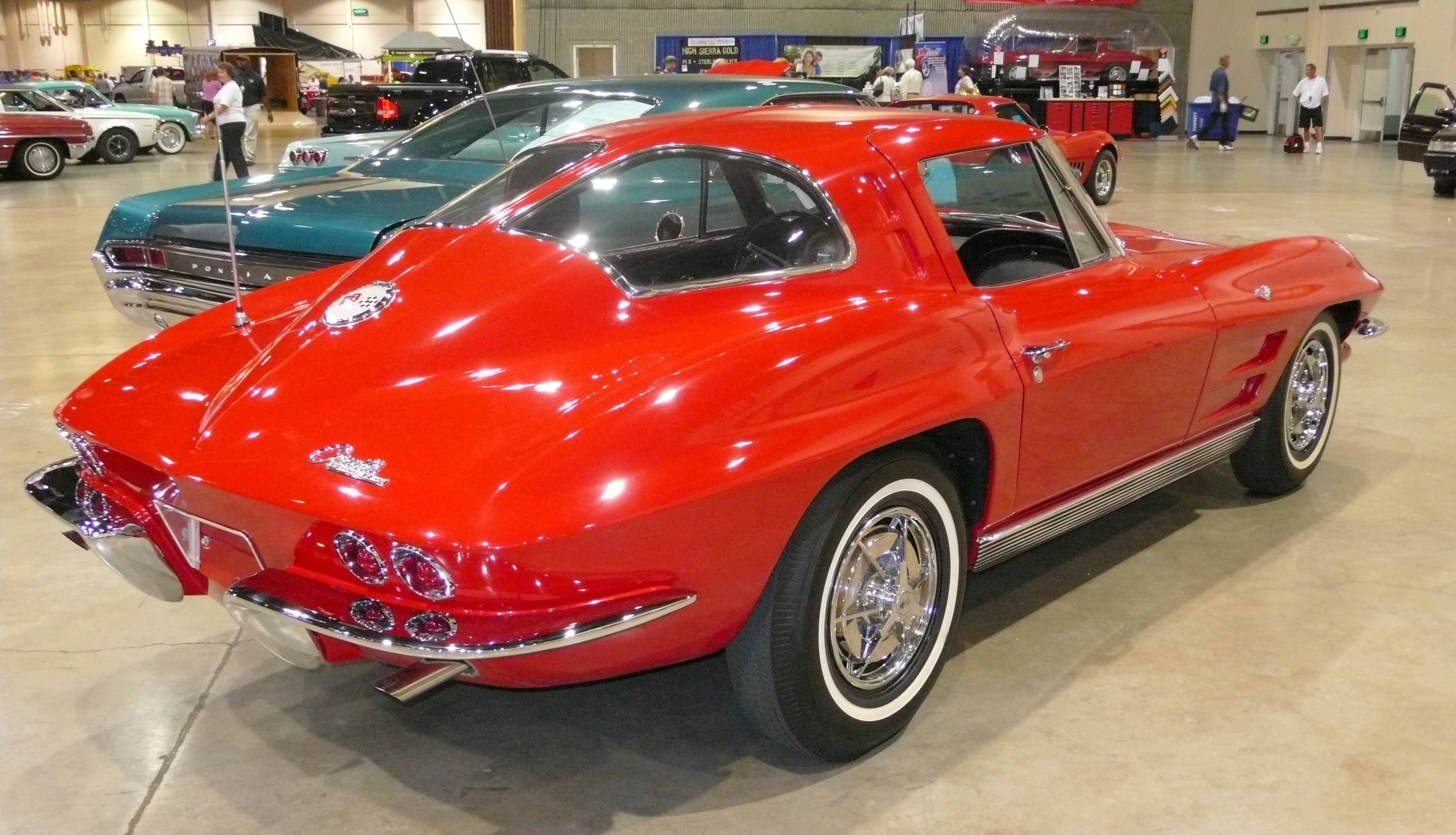
シボレー・コルベット C2（1963年）
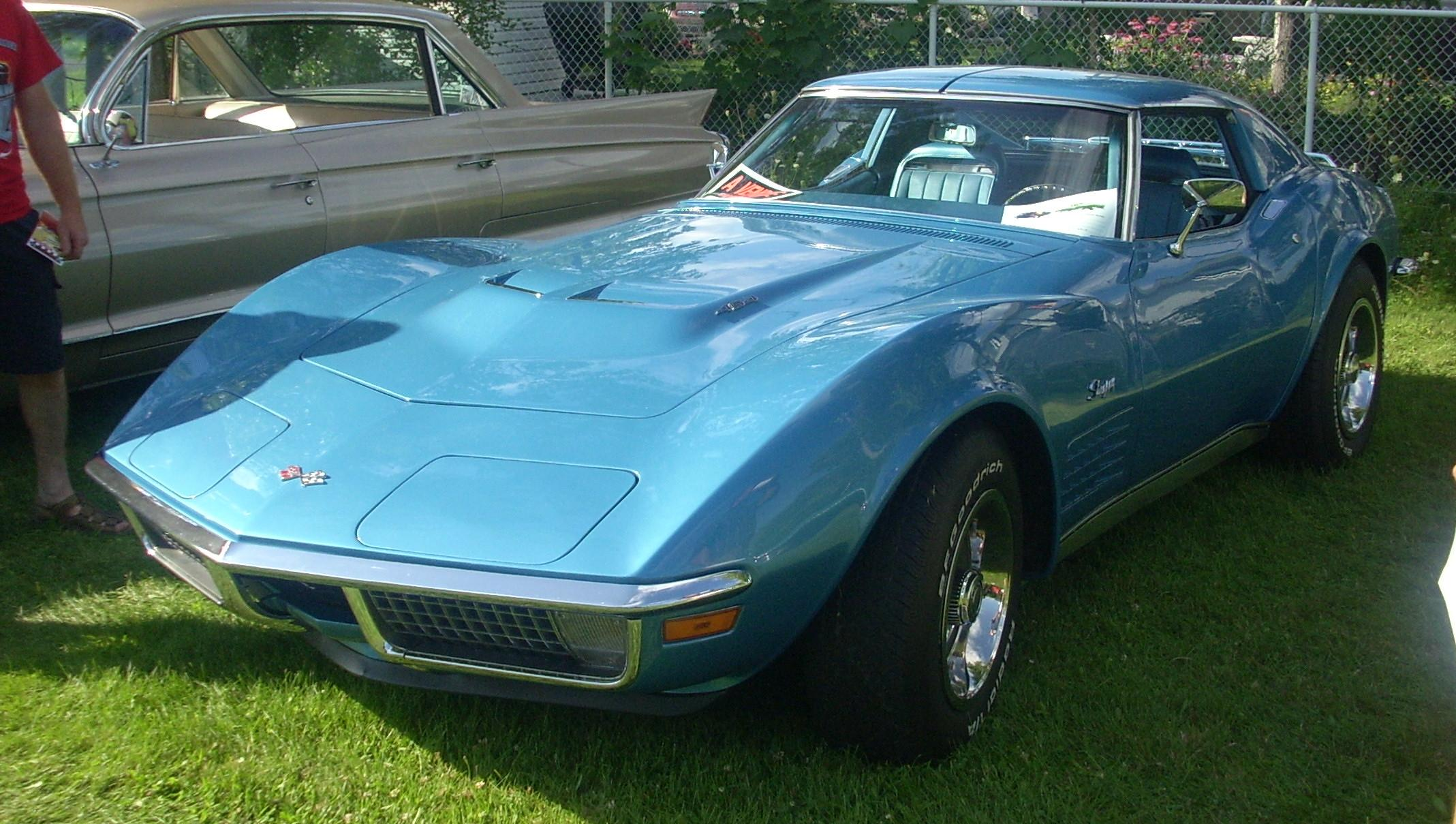
シボレー・コルベット C3（1968年）
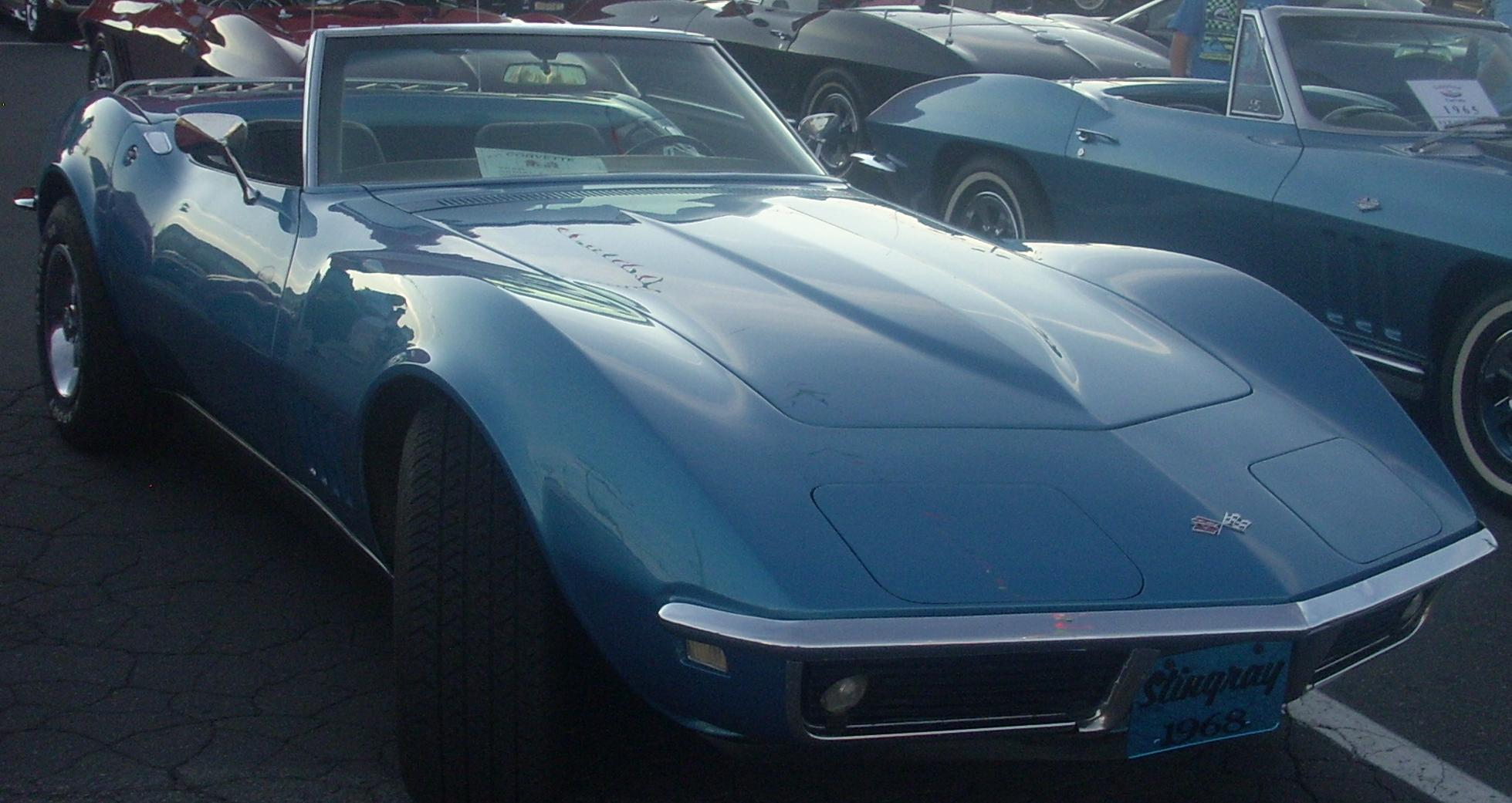
シボレー・コルベット C3（1968年）
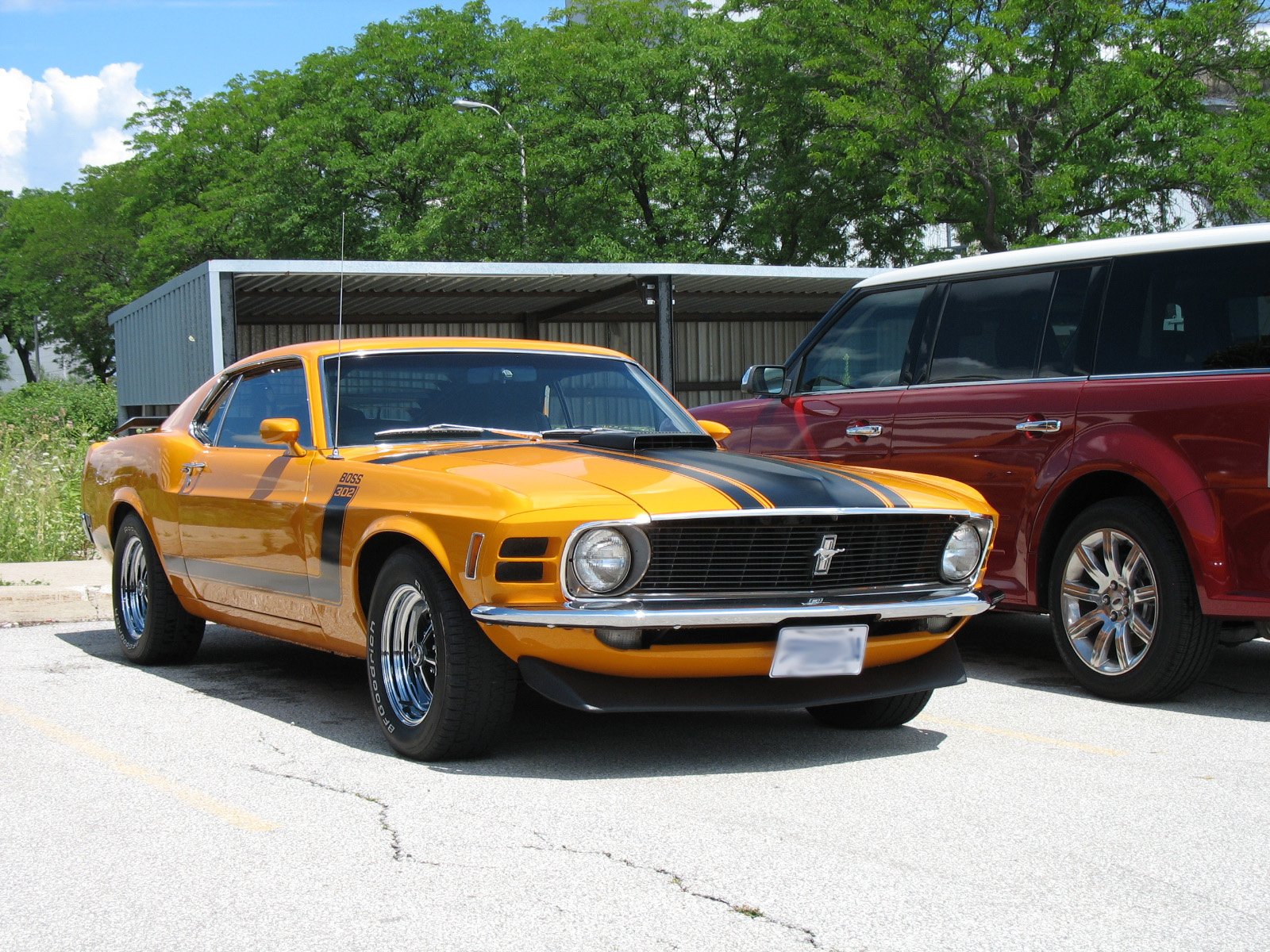
フォード・Boss 302 マスタング（1969年）
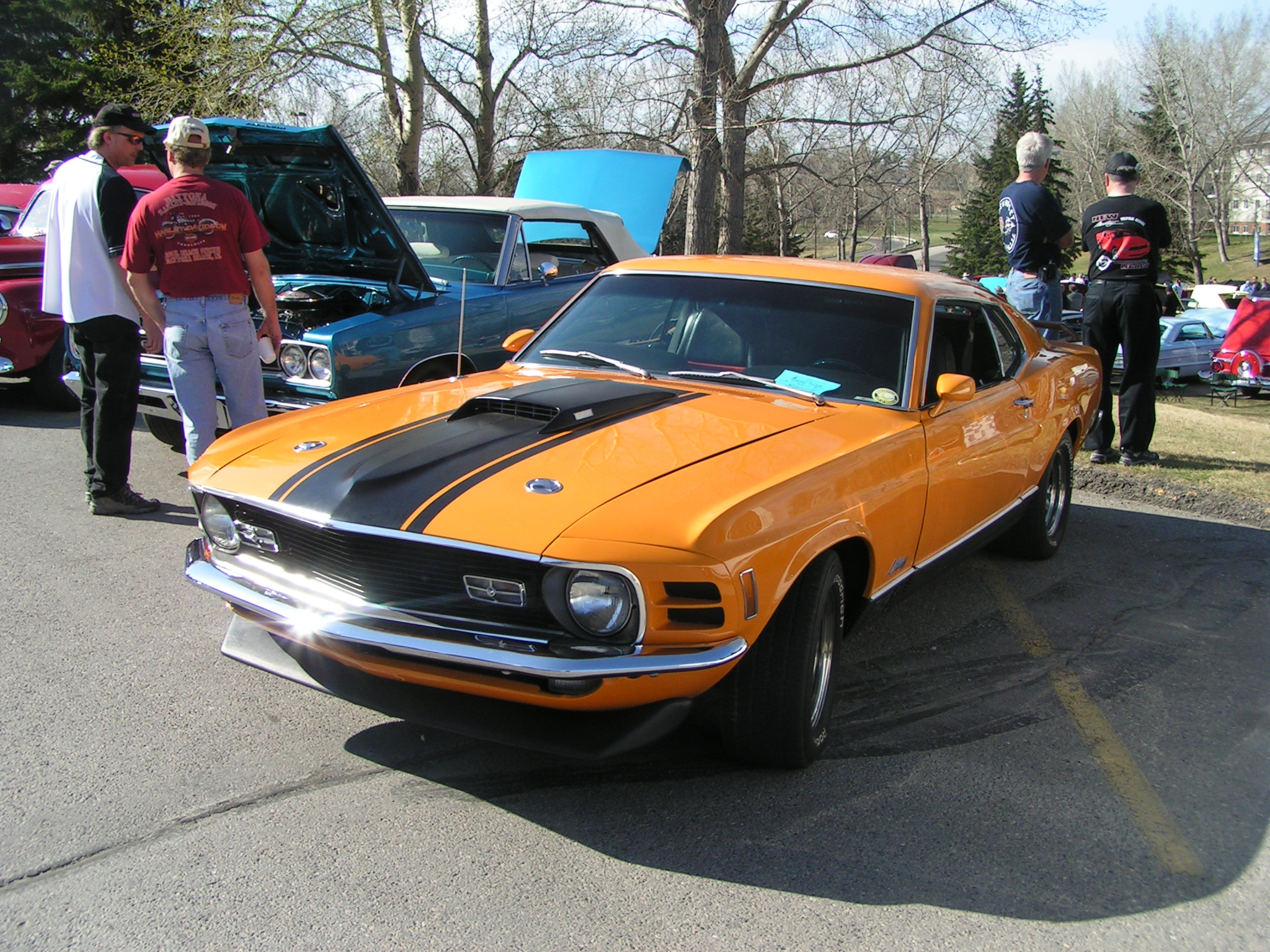
フォード・マスタング（1970年）
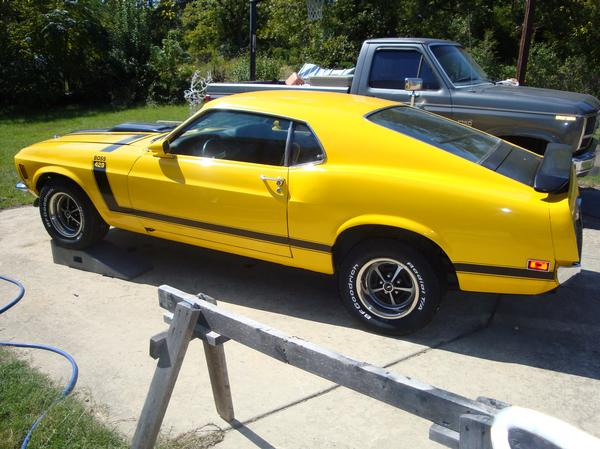
フォード・マスタング（1970年）